# Francis Bertin
Pour les articles homonymes, voir Bertin.
Francis Bertin (né en 1949) est un traducteur, historien et chercheur français.

## Biographie
Intéressé d'abord par le thème de « l'Europe sous Hitler », il fait paraître 3 volumes de cette étude volumineuse qui est sa thèse de Sciences Politiques (mention très bien et diplôme décernés par René Cassin). 
Par la suite, il devient le spécialiste en France, traducteur des œuvres de Jean Scot Erigène éditées aux Presses universitaires de France et de nouvelles traductions de Nicolas de Cues aux Éditions du Cerf.
Francis Bertin intègre l’Ecole Pratique des Hautes Etudes en 1974 pour y suivre les séminaires de plusieurs philosophes médiévistes et participer à leurs activités jusqu’en 1989.
Il se spécialise très tôt dans l’étude systématique de deux philosophes médiévaux, Jean Scot Erigène (IXe siècle) et Nicolas de Cues (XVe siècle) dont il entreprend de publier des traductions commentées et dont il devient l'un des meilleurs traducteurs.
Publications : traduction commentée de 3 traités sur la Docte Ignorance et la Coïncidence des Opposés (1991) et Sermons eckhartiens et dyonisiens (1998)  Éditions du Cerf.
Puis, traduction commentée du De Periphyseon de Jean Scot Erigene en 4 volumes dans la collection Epiméthée aux PUF Presses universitaires de France.

## Publications
- L'Europe de Hitler 1, Les Décombres des démocraties, Paris, Librairie française, 1976
- L'Europe de Hitler 2, La Marche vers l'Est, Paris, Librairie française, 1977.
- L'Europe de Hitler 3, Les Alliés du Reich, Paris, Librairie française, 1977.